# Lars Fredin
Lars Fredin, född 27 mars 1919 i Stockholm, död 28 april 1988 i Stockholm, var en svensk poet.

## Priser och utmärkelser
- 1966 – Litteraturfrämjandets stipendiat
- 1970 – Stig Carlson-priset
- 1972 – Sveriges Radios Lyrikpris